# عبد الغني شيخ أحمد آدم
الشيخ عبد الغني شيخ أحمد آدم (1349 -1428هـ / 1929-2007م) أحد أشهر القضاة بالصومال وتولى حقيبة العدل إثناء حكم الرئيس محمد سياد بري ثم تم عزله وسجنه فترة من الزمن، حتى أطلق سراحه فانتقل إلى الكويت فعمل بوزارة الأوقاف حتى وفاته عام 2007 ودفن فيها. ويعتبر أحد رموز الإخوان المسلمون في الصومال.

## البداية
ولد عبد الغني شيخ أحمد آدم سنة 1349هـ ـ 1931م في محافظة بكول الواقعة غرب العاصمة مقديشو، وكان والديه قد هاجرا من منطقة الصومال الغربي المحتلة من الحبشة. تعلم في الكتاتيب فحفظ القرآن الكريم ودرس مبادئ اللغة العربية والفقه الشافعي على يد والده الذي كان من العلماء المعروفين، ثم رحل إلى كثير من المدن الصومالية لطلب العلم حتى استقرّ به المقام في مقديشو العاصمة، ثم نال بعد ذلك منحة دراسية من الأزهر الشريف،

### الدراسة في مصر
غادر الصومال بطريق البحر متوجهاً إلى مصر والتحق بكلية الشريعة في الأزهر الشريف أوائل الخمسينيات الميلادية، وكان أول وصوله إلى مصر قد تأثر بفكر الإخوان المسلمين والمحاضرات التي يلقيها دعاتهم أمثال: عبد الحكيم عابدين وعبد العزيز كامل ومحمد الغزالي وسيد سابق وغيرهم فارتبط بالجماعة، وتبنّى أفكارها، فقد كان الإخوان المسلمون بمصر هم الجماعة الناشطة التي تتحرك في محيط الطلاب الوافدين إلى مصر من سائر البلاد العربية والإسلامية للدراسة بجامعاتها. ونظراً لترحيب دعاة الإخوان وطلابهم بالوافدين إلى مصر من الطلبة المغتربين واهتمامهم بشؤونهم، وتقديم العون لهم في دراستهم، فقد كان انتشار دعوة الإخوان في أوساط الطلاب الوافدين إلى مصر من البلاد العربية والإسلامية، كبيراً في المعاهد والمدارس والجامعات المصرية.

## سلك القضاء
بعد مدّة قضاها مدرساً في معهد إعداد المعلمين، التحق بسلك القضاء قاضياً، وتدرج في المناصب حتى أصبح مستشاراً في المحكمة العليا. وفي أثناء خدمته في القضاء أسهم الشيخ عبد الغني في إدخال تغييرات جوهرية على القضاء الصومالي من أجل أسلمته، بعد أن تأثر في تشريعاته بقوانين.

## جمعية نهضة العلماء
سعى مع الشيخ محمد أحمد نور عمر ومجموعة من المشايخ لتأسيس جمعية نهضة العلماء في الصومال، وانتخب الشيخ «عبد الغني» رئيساً لها، كما انتخب الشيخ «محمد أحمد نور عمر» نائباً للرئيس، وكان يُراد لهذه الجمعية أن تؤسس لعمل إخواني منظّم في «الصومال» له صبغة علنيّة، ثم جاء الانقلاب العسكري سنة 1969م الذي حلّ الأحزاب، ومنها «جمعية نهضة العلماء».

### وزارة العدل
وفي أوائل هذا الانقلاب أراد القائمون به تجميل صورتهم لدى الشعب الصومالي، فعيّنوا مجموعة من الوزراء ذوي السمعة الحسنة، وكان من بينهم الشيخ «عبد الغني» الذي عيّن وزيراً للعدل والشؤون الإسلامية. وفي أثناء تولّيه الوزارة اصطدم مراراً مع رئيس الدولة محمد سياد بري، الذي لم يعلن عن توجهه الشيوعي، ويقال: إنه كان لعبد الغني الفضل في تأخير إعلان «زياد بري» توجهه الشيوعي لمدة ثلاث سنوات تقريباً. وقد التقى عبد الغني في مكتبه أثناء توليه الوزارة الشيخ محمد محمود الصواف في زيارته الثانية للصومال في شهر مايو عام 1971م، استقبله عبد الغني آدم، وكان وزيراً للعدل بمكتبه، وجرى الحديث عن ضرورة تطبيق الأحكام الشرعية في الصومال، وألقى الصواف محاضرات في المساجد والمدارس.

### إعفاؤه من منصبه واعتقاله
أعلن «زياد بري» إعفاء الشيخ «عبد الغني» من منصبه الوزاري، الذي كان حجر عثرة أمام مشاريع المجلس الأعلى للثورة المخالفة للشريعة الإسلامية، ومن بينها مشروع قانون الأحوال الشخصية الذي ساوى بين الرجل والمرأة في المواريث، وهذا القانون لم يُعلن عنه إلا بعد إقالة الشيخ «عبد الغني» من وزارة العدل.
وفي خضم ردود فعل هذا القانون السيئ الذكر من قبل الشعب الصومالي المسلم، ولا سيما بعد إعدام عشرة من خيرة العلماء، تمّ اعتقال الشيخ «عبد الغني» وأودع في سجن انفرادي لمدة ثلاث سنوات، ثم افرج عنه بعد ضغوط شعبية.

## رحلته إلى الكويت
غادر الشيخ بلده خفية دون علم النظام العسكري، حتى وصل إلى الكويت، حيث تمَّ تعيينه باحثاً علمياً في الموسوعة الفقهية للاستفادة من علمه وذلك سنة 1982م، وقد بقي في الكويت وبوزارة الأوقاف والشؤون الإسلامية، وكتب عشرات البحوث الفقهية، وأسهم في أنشطة بعض اللجان العلمية إلى أن وافته المنية فيها. 
ويذكر أن الشيخ «عبد الغني» قدم إلى الكويت مع وفد يمثلون (جبهة تحرير الصومال الغربي) الواقع تحت الاستعمار الحبشي أوائل الستينات، وقد التقى مع عبد الله العلي المطوع، الذي بذل المستطاع من الجهد لدعمهم ومساعدتهم.

## وفاته
توفي عبد الغني شيخ أحمد آدم صباح يوم الجمعة 17/8/2007م بمدينة «الكويت»، وقد شيَّعه إخوانه ومحبوه وزملاؤه، ودُفن في مقابر «الكويت». وقد ترك وراءه حركة إسلامية عملاقة انتشرت في ربوع القرن الأفريقي، يعتبر الفقيد من روّادها الأوائل.

## المصدر
- الأخ الداعية عبد الغني شيخ أحمد آدم، بقلم المستشار عبد الله العقيل، مجلة المجتمع الكويتية، 24 يناير 2009م، بتصرف وبعض التعديلات.